# غوخان شيرين
غوخان شيرين (بالتركية: Gökhan Şirin) مواليد 18 سبتمبر 1990 في إسطنبول، هو لاعب كرة سلة تركي. بدأ مسيرته الاحترافية في سنة 2006. يلعب مع عنتاب لكرة السلة في الدوري التركي لكرة السلة. يحمل الرقم 34. يبلغ طوله 6 قدم 9 بوصة (2.1 م).

## المسيرة الاحترافية
لعب مع نادي داروشافاكا لكرة السلة من سنة 2006 إلى 2008، ثم لعب مع نادي أنادولو إفيس لكرة السلة من سنة 2011 إلى 2013، ثم لعب مع بشكتاش لكرة السلة في الدوري التركي في موسم 2013–2014، ثم لعب مع عنتاب لكرة السلة في سنة 2014.

## روابط خارجية
- غوخان شيرين على موقع الاتحاد الدولي لكرة السلة (الإنجليزية)
- غوخان شيرين على موقع الدوري الأوروبي لكرة السلة (الإنجليزية)
- غوخان شيرين على موقع كرة السلة الأوروبية.كوم (الإنجليزية)
- غوخان شيرين على موقع كلية كرة السلة في سبورتس رفرنس.كوم (الإنجليزية)
- غوخان شيرين على موقع ريلجم (الإنجليزية)
- غوخان شيرين على موقع بروبوليرز (الإنجليزية)
- غوخان شيرين على موقع سبورتس رفرنس (الإنجليزية)